# Lespansi
Lespansi, ook wel Lesipaansi, Lispansi of Lispaansi, is een dorp in het district Sipaliwini in Suriname. Het ligt aan de Boven-Surinamerivier tussen Adawai (stroomopwaarts) en Jawjaw (stroomafwaarts).
Bij Lespansi gaat het om twee dorpen, waarvan Lespansi 2 het grootst is:
- Lespansi 1, stroomafwaarts: 4° 25′ NB, 55° 23′ WL
- Lespansi 2, stroomopwaarts: 4° 25′ NB, 55° 23′ WL

In het dorp wonen marronse Saramaccaners.
In 2015 hebben bewoners met hulp van Tropenbos International Suriname en WWF Guianas veertien dorpen van Pikinpada tot Lespansi driedimensionaal in kaart gebracht.
Abenaston · Adawai · Akisiaman · Akwaukondre · Amakakondre · Asenbaso · Asidonhopo · Atjoni · Aurora · Begoeba · Begoon · Bekiokondre · Bendikwai · Bendiwata · Biudoematoe  · Bofokoele · Botopasi · Dan · Dangogo · Daume · Debikè · Deboo · Djemongo · Djoemoe · Duwatra · Foetoenakaba · Gingiston · Goddo · Godowatra · Goejaba · Gran Slee · Grantatai · Gunsi · Heikoenoenoe · Jawjaw · Kaajapati · Kajana · Kambaloea · Kampoe · Koonoo · Kuututen · Ladouanie · Lespansi · Ligorio · Malobi · Malroseekondre · Masiakriki · Moitori · Nazaleti · Nieuw-Aurora · Padalafanti · Pambo Oko · Pikin Slee · Pingpe · Pokigron · Saloebanga · Semoisi · Soolan · Stonhoekoe · Tjaikondre · Toemaripa · Toetoeboeka